# Valtari
Valtari – szósta płyta studyjna islandzkiej grupy Sigur Rós.
17 maja 2012, w ramach akcji Valtari Hour, na oficjalnej stronie zespołu można było wysłuchać całego albumu o 19 czasu lokalnego.

## Lista utworów
1. „Ég anda” (Oddycham) – 6:15
2. „Ekki múkk” (Żadnego dźwięku) – 7:45
3. „Varúð” (Uwaga) – 6:37
4. „Rembihnútur” (Ciasne wiązanie) – 5:05
5. „Dauðalogn” (Śmiertelny spokój) – 6:37
6. „Varðeldur” (Ognisko) – 6:08
7. „Valtari” (Walec) – 8:19
8. „Fjögur píanó” (Cztery pianina) – 7:50

Dodatkowe ścieżki przy zamówieniu pre-order
1. „Kvistur” (Gałąź) - 5:30
2. „Logn” (Spokój) - 8:14

## The Valtari mystery film experiment
Członkowie Sigur Rós rozpoczęli serię szesnastu filmów do płyty Valtari. Każdy reżyser ma swobodę działania, dzięki czemu filmy „mogą być całkiem ciekawe”.
W sieci dostępne są teledyski
- 25 maja 2012 – „Ég Anda” Ragnara Kjartanssona;
- 6 czerwca 2012 – „Varúð” Ingi Birgisdóttir;
- 18 czerwca 2012 – „Fjögur Píanó” Almy Har'el;
- 2 lipca 2012 – „Rembihnútur” Arni & Kinski;
- 16 lipca 2012 – „Ég Anda” Ramina Bahrani;
- 31 lipca 2012 – „Varúð” Ryan McGinley;
- 13 sierpnia 2012 – „Varðeldur” Melika Bass;
- 28 sierpnia 2012 – „Dauðalogn” Henry Jun Wah Lee;
- 12 września 2012 – „Seraph” (feat. Rembihnútur & Ekki múkk) Dash Shaw & John Cameron Mitchell.